# Obscura
Obscura es una banda alemana de death metal técnico fundada en 2002.

## Historia
Obscura fue fundada en 2002 por el guitarrista y vocalista Steffen Kummerer. El nombre de la banda se debe al álbum Obscura de la banda Gorguts. En 2006, el grupo autopublicó el álbum Retribution e hizo un tour junto con Suffocation en Europa. Un tour europeo por el este y sur de Europa siguió en 2007. Más tarde en ese mismo año, el baterista Hannes Grossmann (ex-Necrophagist) y el bajista Jeroen Paul Thesseling (ex-Pestilence) se unieron a la banda. La última incorporación del grupo fue el guitarrista Christian Muenzner (ex-Necrophagist) en el 2008. En septiembre de 2008, Obscura firmó con Relapse Records y así lanzó su segundo álbum de larga duración llamado Cosmogenesis a principios del 2009. La banda hizo su primera gira en América llamada «Cosmogenesis Worldtour» en abril del 2009 junto con Cannibal Corpse. En un año, Obscura tocó en más de 160 conciertos en todo el mundo con el apoyo de Atheist, The Black Dahlia Murder, Cannibal Corpse. Obscura tuvo la oportunidad de dar una gira por Japón con el apoyo de Nile y Triptykon en 2010. El 29 de marzo de 2011, la banda publicó otro álbum llamado Omnivium.

## Discografía
- (2003) Illegimitation (demo) (autoproducido)
- (2006) Retribution (autoproducido)
- (2009) Cosmogenesis (Relapse Records)
- (2011) Omnivium (Relapse Records)
- (2016) Akroasis (Relapse Records)
- (2018) Diluvium (Relapse Records)
- (2021) A Valediction (Nuclear Blast)
- (2025) A Sonication (Nuclear Blast)

## Compilaciones
- (2012) Illegimitation (Relapse Records)

## Miembros

### Miembros actuales
- Steffen Kummerer - guitarras, voz (2002-presente)
- Christian Münzner - guitarras (2020-presente)[6]
- Jeroen Paul Thesseling - bajo (2020-presente)
- David Diepold - batería (2020-presente)

### Antiguos miembros
- Linus Klausenitzer - bajo (2011-2020)

- Rafael Trujillo - guitarras (2015-2020)

- Sebastian Lanser - batería (2014-2020)

- Tom Geldschläger - guitarras (2015)
- Christian Münzner - guitarras (2008-2014)
- Johannes Rennig - guitarras (2007)
- Hannes Grossmann - batería (2007-2014)
- Ernst Wurdak "Azmo" - guitarras (2004-2005)
- Jürgen Zintz	- guitarras (2004-2005 R.I.P)
- Andreas Nusko "Hank" - bajo (2004-2005)
- Armin Seitz - guitarras (2002-2004)
- Ketzer - bajo, voces (2002-2004)
- Jonas Baumgartl - batería (2002–2007)
- Markus Lempsch - guitarras (2005–2007)
- Jonas Fischer - bajo (2005–2007)
- Jeroen Paul Thesseling - bajo (2007-2011)